# Santa Maria Coghinas
Santa Maria Coghinas – miejscowość i gmina we Włoszech, w regionie Sardynia, w prowincji Sassari.
Według danych na rok 2004 gminę zamieszkuje 1438 osób, 68,5 os./km². Graniczy z Aglientu, Bortigiadas, Bulzi, Palau, Perfugas i Sedini.